# التمانستین
التمانستین (به آلمانی: Altmannstein) یک شهر در آلمان است که در آیش‌استت واقع شده‌است.

## خصوصیات
التمانستین ۱۱۴٫۲۹ کیلومترمربع مساحت دارد ۳۸۸ متر بالاتر از سطح دریا واقع شده‌است.